# A Bleach epizódjainak listája (1. évad)
A helyettes halálisten-fejezet (死神代行篇; Sinigami daikó-hen; Hepburn: Shinigami daikō-hen) a Kubo Tite Bleach című mangája alapján készült animesorozat első nagyobb története, nyugati megnevezése szerint annak első évada, melynek sugárzását 2004. október 5-én kezdte meg a japán TV Tokyo. A sorozat a TV Tokyo, a Dentsu és a Studio Pierrot együttműködésében és Abe Norijuki rendezői közreműködésével született meg. A húsz epizódból álló első történet az eredeti manga első nyolc kötetét dolgozza fel, melyben a sorozat főhőse, a kamasz Kuroszaki Icsigo helyettes halálistenné válik miután átveszi egy valódi halálisten, Kucsiki Rukia erejét és kötelességeit. Az évad cselekménye Karakurában, egy kitalált Japán városban játszódik, melynek során bemutatkoznak Icsigo és Rukia mellett a sorozat további főbb szereplői, így Inoue Orihime, Csad és Isida Urjú; a mellégszereplők, akik elsősorban Icsigo családtagjai és iskolatársai közül kerülnek ki; valamint a sorozat alapvető elemei, mint például a halálistenek, a quincy-k és a lidércek létezése és egymás elleni harcuk.
A Bleach első évadát 2004. október 5. és 2005. február 22. között sugározta a japán TV Tokyo. Angol nyelven először 2006 szeptembere és 2007 januárja között volt látható a kanadai YTV Bionix, valamint a Cartoon Network Adult Swim műsorblokkjában az Egyesült Államokban. A Bionix-en a műsor egy nappal korábban volt látható. Az Egyesült Királyságban a Bleach-et az AnimeCentral tűzte műsorára 2007 szeptemberében. A sorozatot magyar nyelven az Animax sugározta 2008. január 21. és 2008. március 24. között dupla epizódonként.
A Bleach első évadában egy főcímdal és két vége-főcímdal hallható. A főcímdal az Orange Range alternatív rockegyüttes Asterisk című zeneszáma. Az Asterisk Japánban huszonkét héten át szerepelt a toplisták első húsz helyének valamelyikén. A dalt tartalmazó album 628 329 darab eladott példánnyal az összesített listákon 2005 negyedik legsikeresebb kislemeze lett a szigetországban. Az első tizenhárom epizód vége-főcímdala Rie fu Life is Like a Boat, a további hét epizódé a Home Made Kazoku hiphop trió Thank You!! című dala.
Az évad DVD-forgalomban Japánban az Aniplex kiadásában jelent meg öt lemezen 2005 februárja és júniusa között. Észak-Amerikában, a Viz Media gondozásában az évad The Substitute címen 2006 novembere és 2007 júliusa között jelent meg szintén öt lemezen, majd pedig később díszdobozos kiadásban. Magyarországon a Elemental Media 2008 decemberében jelentette meg az egész első évadot magában foglaló díszdobozos kiadását, valamint az első négy epizódot tartalmazó első lemezt. Az első évadhoz kapcsolódik a sorozat első, Emlékek az esőben című OVA-epizódja, melyet először a 2004-es Jump Festa-en mutattak be. Az OVA a sorozat nyolcadik és kilencedik epizódján alapul.

## Az epizódok listája
| # | Epizód címe                                                                           | Első japán sugárzás | Első magyar sugárzás |
| --- | ------------------------------------------------------------------------------------- | ------------------- | -------------------- |
| 1 | Így lettem halálisten Sinigami ni naccsatta hi (死神になっちゃった日)                 | 2004. október 5.    | 2008. január 21.     |
| Kuroszaki Icsigo egy tizenöt éves, öntörvényű kamasz. Miközben megpróbálja megvédeni egy halott kislány lelkét egy lidérctől, tanúja lesz rosszindulatú lény és egy halálisten összecsapásának. Valamivel később Icsigo a szobájában ismét találkozik a halálistennel, aki Kucsiki Rukia néven mutatkozik be neki. Rukia elmondja Icsigónak, hogy a halálistenek feladata a halottak lelkeinek védelme. Mikor a lidérc visszatér és megtámadja Icsigóék házát, a harc során Rukia megsebesül. Hogy megmentse családját, Icsigo átveszi Rukia erejét és ő maga is halálistenné válik. |                                                                                       |                     |                      |
| 2 | Egy halálisten munkája Sinigami no osigoto (死神のお仕事)                             | 2004. október 12.   | 2008. január 21.     |
| Icsigo meglepetten tapasztalja, hogy Rukia beiratkozott abba az iskolába, ahová ő is jár. Rukia elmondja neki, hogy elveszítette minden erejét, és hogy a fiúnak továbbra is helyettesítenie kell őt. Annak ellenére, hogy Icsigo eleinte hallani sem akar a dologról, végül kénytelen elfogadni a helyzetet, mikor rájön, hogy nem hagyhatja cserben a halottak lelkeit, mikor azokat lidércek fenyegetik. |                                                                                       |                     |                      |
| 3 | Testvéri kötelék Ani no omoi, imóto no omoi (兄の想い、妹の想い)                      | 2004. október 19.   | 2008. január 28.     |
| Icsigo rájön, hogy egyik osztálytársát, Inoue Orihimét annak halott bátyja lidérccé vált lelke üldözi. Miközben ismét harcolni kényszerül, Icsigo felismeri a halálistenek feladatának valódi fontosságát, és beleegyezi, hogy helyettesíti Rukiát és átvállalja annak kötelezettségét. |                                                                                       |                     |                      |
| 4 | Az elátkozott papagáj Noroi no inko (呪いのインコ)                                    | 2004. október 26.   | 2008. január 28.     |
| Icsigo egyik barátjának, Csadnak egy elátkozott nimfapapagáj kerül a birtokába, amit egy halott kisfiú lelke szállt meg. Kiderül, hogy a balszerencse és a szerencsétlenségek sorozata, amely papagáj gazdáit sújtja, valójában egy lidérc műve, ami a halott fiút üldözi. A lidérc rátámad Csadra is, akinek azonban Rukia segítségével sikerül felvennie vele a harcot. |                                                                                       |                     |                      |
| 5 | Harc a láthatatlannal Mienai teki o nagure! (見えない敵を殴れ!)                       | 2004. november 2.   | 2008. február 4.     |
| Rukia segítségével Csadnak sikerült helyt állnia a lidérccel szemben, annak ellenére, hogy ő maga nem képes látni azt. Végül Icsigo is megérkezik és elpusztítja a lidércet. A korábbi lidércekkel ellentétben, melyek egyszerűen elenyésztek és átkerültek a Lelkek Világába, ez egy vészjósló kapun keresztül a pokolra kerül. A lidérc pusztulása után a papagáj testébe zárt kisfiú szelleme is felszabadul és távozik a Lelkek Világába. |                                                                                       |                     |                      |
| 6 | Halálos összecsapás! Icsigo kontra Icsigo Sitó! Icsigo vs Icsigo (死闘！一護VSイチゴ) | 2004. november 9.   | 2008. február 4.     |
| Hogy Icsigo akkor is képes legyen átváltozni halálistenné, mikor ő nincs jelen, vásárol néhány lélekcukorkát egy Urahara nevű férfi különös boltjában. Rukia azonban hibás árut vásárol, a cukorka pedig egy mesterséges lelket tartalmaz, amit eredetileg arra terveztek, hogy lidércek ellen harcoljon. Miután a mesterséges lélek bekerül Icsigo testébe, azonnal önkényesen és felelőtlenül kezd viselkedni. |                                                                                       |                     |                      |
| 7 | Üdvözöl a plüssoroszlán Nuigurumi kara KONnicsiva (ぬいぐるみからコンにちは)          | 2004. november 16.  | 2008. február 11.    |
| Icsigo szembeszáll a mesterséges lélekkel, ami elfoglalta a testét, de a arcot félbeszakítja egy lidérc felbukkanása. Egyesült erővel sikerül legyőzniük a lidércet, ami után felbukkan Urahara, hogy visszavegye a rossz árut. Icsigo azonban úgy dönt, hogy megtartja a mesterséges lelket, amit egy plüssoroszlánba ültet. Mindeközben a Lelkek Világa egy halálistent küld, hogy keresse meg Rukiát, aki már túl sok időt töltött az élők világában. |                                                                                       |                     |                      |
| 8 | Emlékek az esőben Rokugacu dzsúnananicsi, ame no kioku (6月17日、雨の記憶)            | 2004. november 23.  | 2008. február 11.    |
| Icsigo és a családja meglátogatják az édesanyja sírját annak halálának évfordulójakor. Rukiára rátámad az a halálisten, akit érte küldtek, mivel a lány megszegte a Lelkek Világának a szabályát, és átadta az erejét egy halandónak. A harc félbeszakad, mikor Icsigo húgait, Karint és Juzút megtámadja egy lidérc. |                                                                                       |                     |                      |
| 9 | A legyőzhetetlen ellenfél Taoszenai teki (倒せない敵)                                 | 2004. november 30.  | 2008. február 18.    |
| Icsigo szembeszáll a lidérccel, akit a halálistenek Grand Fishernek neveznek, akiről kiderül, hogy ő gyilkolta meg Icsigo édesanyját. Icsigónak sikerül ugyan legyőznie a lidércet, de elpusztítania már sikerül. A halálisten, aki Rukiát üldözte, úgy dönt hogy felhagy a lány ellen való harccal, mikor szemtanúja lesz Icsigo erejének és bátorságának. |                                                                                       |                     |                      |
| 10 | Szellemirtás Burari reiba tocugeki no tabi! (ぶらり霊場突撃の旅!)                     | 2004. december 7.   | 2008. február 18.    |
| Mikor Don Kanondzsi, egy tévés műsorvezető spiritiszta véletlenül átváltoztat egy lelket lidérccé, Icsigónak kell közbelépnie. Miután a fiú elpusztítja a lidércet, Kanondzsi elborzad mikor megtudja, hogy ő okozta az egész felfordulást. Icsigo néhány vigasztaló szava után, Kanondzsi régi lelkesedése visszatér és kinevezi a fiút, annak ellenérzései ellenére, első számú tanítványának. |                                                                                       |                     |                      |
| 11 | A legendás quincy Denszecu no quincy (伝説のクインシー)                               | 2004. december 14.  | 2008. február 25.    |
| Miközben Icsigónak egy újabb lidércet kell elpusztítania, találkozik Isida Urjúval, egyik osztálytársával. A fiúról kiderül, hogy egy Quincy nevű klán tagja, olyan embereké, akik természetfeletti erők segítségével harcolnak a lidércek ellen. Isida gyűlöl minden halálistent és arra kényszeríti Icsigót, hogy egy lidércvadászatban mérje vele össze a erejét. |                                                                                       |                     |                      |
| 12 | A gyengéd óriás Jaszasí migiude (やさしい右腕)                                        | 2004. december 21.  | 2008. február 25.    |
| Az Isida és Icsigo közötti verseny miatt lidércek százai lepik el Karakura városát, mely Icsigo több barátját is veszélybe sodorja. Csad ismét kénytelen felvenni a harcot egy lidérccel, hogy megmentse Karint. Az összetűzés során Csadnak sikerül meglátnia addig láthatatlan ellenfelét, végül pedig benne is természetfeletti erők ébrednek fel: jobb karját mágikus páncél borítja be. |                                                                                       |                     |                      |
| 13 | Lidércek és virágok Hana to hollow (花とホロウ)                                       | 2004. december 28.  | 2008. március 3.     |
| Ahogyan egyre több lidérc árasztja el a földi világot, a helyzet is egyre veszélyesebbé válik. Orihimét és barátait az iskolában támadja meg egy lidérc. Orihime először szembesül saját természetfeletti erejével, mely hat tündérszerű lény formájában testesül meg, akik abból a hajcsatból pattannak elő, melyet még bátyja ajándékozott a lánynak halála előtt. A különös lények segítségével Orihimének sikerül legyőznie a lidércet. Urahara felajánlja a segítségét Csadnak és Orihimének, hogy azok jobban tudják uralni új képességeiket, mialatt Rukia és Icsigo Isidával szállnak szembe. |                                                                                       |                     |                      |
| 14 | Küzdelem vállt vállnak vetve Szenaka avasze no sitó! (背中合わせの死闘!)              | 2005. január 11.    | 2008. március 3.     |
| A lidércek egyre növekvő túlereje arra kényszeríti Icsigót és Isidát, hogy együtt vegyék fel velük a harcot. A harctéren megjelenik egy gigantikus méretű lidérc, egy Menos Grande is, melyet Icsigónak minden ereje bevetésével sikerül megsebesítenie és elüldöznie. A harc után azonban Icsigo elveszíti az eszméletét és az irányítás az ereje felett. A fiút Isida menti meg, aki íja segítségével elvezeti Icsigó túláradó erejét. |                                                                                       |                     |                      |
| 15 | Kon óriási terve Kon no UHAUHA daiszakuszen (コンのウハウハ大作戦)                    | 2005. január 18.    | 2008. március 10.    |
| Kon, a plüssoroszlánba zárt mesterséges lélek megelégeli Icsigo durva bánásmódját, és elszökik, hogy egy kedvesebb gazdát keressen. Kutatása azonban nem jár nagy sikerrel. Icsigo az iskolában megpróbál barátkozni Isidával, szintén csekély eredménnyel. Rukia szembesül a halandó barátaival szembeni érzéseivel. Hogy ne sodorja bajba Icsigót, a lány úgy dönt hogy egyedül néz szembe a Lelkek Világa által küldött vadászokkal. |                                                                                       |                     |                      |
| 16 | A nagy összecsapás: Abarai Rendzsi! Abarai Rendzsi, kenzan! (阿散井恋次、見参!)       | 2005. január 25.    | 2008. március 10.    |
| Icsigo szembeszáll az egyik halálistennel, Abarai Rendzsivel, akit Rukia elfogására küldtek. Rendzsi azonban jóval erősebb mint Icsigo eddigi ellenfelei, és az a halálisten, akivel korábban kellett szembeszállnia. |                                                                                       |                     |                      |
| 17 | Ichigo meghal Icsigo, siszu! (一護、死す!)                                            | 2005. február 1.    | 2008. március 17.    |
| Icsigónak a harc során sikerül felülkerekednie Rendzsin, mikor hirtelen Kucsiki Bjakuja, Rukia testvére közbelép, és egyetlen mozdulatával legyőzi őt. Rukia önként visszatér a Lelkek Világába, hogy így testvére megkímélje Icsigo életét, akit haldokolva magára hagynak. A fiút Urahara menti menti meg, aki megígéri, hogy segít a fiúnak megmenteni Rukiát, akit a Lelkek Világában ki akarnak végezni. Icsigónak ehhez azonban fel kell készülnie az előtte álló harcokra és vissza kell nyernie erejét. |                                                                                       |                     |                      |
| 18 | Megújult erővel Torimodosze! Sinigami no csikara! (取り戻せ! 死神の力!)               | 2005. február 8.    | 2008. március 17.    |
| A tanév utolsó tanítási napján Icsigo azt tapasztalja, hogy Orihimén, Csadon, Isidán és rajta kívül, mindenki elfejeltette, hogy Rukia valaha is létezett, mivel a Lelkek Világa mindenkiből kitörölte a lány emlékét. Icsigo megkezdi a felkészülését Urahara boltjában, melynek során az Ururu elleni párharcban visszanyeri irányítását a lélekteste felett. A felkészülés második fázisában Urahara elválasztja Icsigo lelkét a testétől és a fiút egy verembe veti, ahonnan csak hetvenhét órája van, hogy kijusson, mielőtt lidérccé változna. Mindeközben Sihóin Joruicsi, egy beszélő macska felajánlja Csadnak és Orihimének, hogy megtanítja nekik természetfeletti erejük megfelelő használatát, hogy később Icsigóval tarthassanak a Lelkek Világába. |                                                                                       |                     |                      |
| 19 | Icsigóból lidérc lesz! Icsigo, hollow ni ocsiru! (一護、ホロウに墜ちる!)              | 2005. február 15.   | 2008. március 24.    |
| A Lelkek Világában úgy határoznak, hogy Rukia kivégzését huszonöt nap múlva fogják végrehajtani. Icsigo eközben tovább próbálkozik a veremből való kijutással, és küzd a lidérccé válás ellen. Mikor átalakulása már majdnem teljessé válik, a saját tudatában szembetalálkozik a kardja megtestesülésével, ami felszabadítja a születése óta benne lakozó halálisteni erőt. Icsigo, már a halálistenek egyenruháját viselve kijut a veremből, de az arcán ott van a lidércek maszkja is. Miután széttöri az álarcot, folytatja Uraharával a felkészülést. |                                                                                       |                     |                      |
| 20 | Icsimaru árnyéka Icsimaru Gin no kage (市丸ギンの影)                                  | 2005. február 22.   | 2008. március 24.    |
| Miközben Urahara ellen harcol, Icsigónak sikerül meghallania a lélekölő kardjának a nevét. A kard nevének tudatában, képessé válik felszabadítania annak erejét, mellyel sikerül lelöknie Urahara kalapját, ami az edzés feladata volt. Orihime és Csad eközben befejezik a Joruicsivel való edzést. A kis csapat, Isidával együtt, aki magányosan edzett, elindul a Lelkek Világába egy kapun keresztül, melyet Joruicsi és Urahara hozott létre. |                                                                                       |                     |                      |

## Kritikák és az évad megítélése
A Bleach első évadáról pozitív és negatív vélemények egyaránt születtek. Az ismertetők általában egyetértenek, hogy bár összességében nem korszakalkotó, de kiemelkedő sorozat. A látványvilág tekintetében a kritikusai már ennél jóval megosztottabbak, mellyel szemben a sorozat zenéjét túlnyomó többségben pozitívan értékelték.
Melissa Harper az Anime News Network ismertetőjében úgy vélte, hogy a sorozatot könnyen be lehet sorolni a többi sónen akciósorozat közé, de ugyanakkor egy olyan „őrült energiával” rendelkezik, mely szinte elkerülhetetlenül megragadja a nézőt. Harper véleménye szerint a történetbonyolítás, a szereplők, valamint a sorozat zenéje azok a tényezők, amik a többi, hasonló sorozat fölé emelik a Bleach-et. A sorozat főhősét, Kuroszaki Icsigót „a majdnem tipikus antihősnek” jellemezte, akinek azonban lázadó külseje mögött már a sorozat legelején megmutatkozik gyengéd természetes is, mely egy hasonló sorozat hasonló főhőse esetében legkorábban a tizedik epizód környékén következne be. A Bleach női főhőse, Kucsiki Rukia Harper szerint egyszerre mutatja a sónen sorozatok felsőbbrendű és kiszolgáltatott női szereplőinek jegyeit. A sorozat elején az előbbi archetípushoz áll közelebb, addig miután átadja halálisteni erejét Icsigónak, már az utóbbi jellemvonásait is mutatja. A sorozat mellékszereplőit Harper szintén pozitívan értékelte, akik közül mindegyik másképpen humorosak. A sorozat egyik legnagyobb erényét abban nevezte meg, hogy az nem fél saját magából is viccet csinálni. Carl Kimlinger az Anime News Network egy másik ismertetőjében túlzásnak tartotta volna a Bleach-et korszakalkotó sorozatnak nevezni, mindemellett azonban a Sónen Jump által közölt tipikus történetek finomított példányának nevezte azt. Kimlinger véleménye szerint a sorozat korántsem tartogat meglepetéseket a műfaj ismerői számára, melynek vonzerejét nem a mélyen összetett történet, az utalósok vagy a tartalom jelenti, hanem az, hogy egyszerűen „menő”. Jellemzése szerint a sorozat azt adja a nézői számára, amit azok várnak. Az Anime Central egyetért abban, hogy a Bleach is a jól bevált sónen, elsősorban a Dragon Ball formuláját követi a történet kibontakoztatásában. Az ismertetőben Robert Somerville kiemelte a remek szereplőgárdát, közülük is a „titokzatos” Isida Urjút, aki először Icsigo egyenlő erejű riválisaként tűnik fel, de hamarosan messze elmarad annak „zabolázatlan ereje” mögött. Mindemellett Somerville úgy véli, hogy az alkotók túl sok időt szenteltek a Bleach legfontosabb szereplőinek és azok hátterének bemutatására, és hogy a valódi történet csak az évad tizenötödik része környékén kezd kibontakozni, mikor megjelennek a Lelkek Világának küldöttei. A DVD Talk magával ragadónak nevezte a sorozatot, amely ugyan elsősorban a gyerekeket célozza meg, de minden korosztály számára remek szórakozást nyújt.
Az Anime News Network ismertetőjében Harper a sorozat látványvilágát, bár nem kiemelkedően, de tetszetősnek nevezte, melyben a szereplők megjelenése hű maradt az eredeti magához. Az animációt „kicsit visszafogottként” értékelte. Kimlinger véleménye szerint a szereplők megrajzolása, nem zavaróan, de kissé szögletes. A háttér, a fák és az épületek ábrázolása „megfelel a célnak” anélkül, hogy túl tolakodó lenne. Kimlinger megjegyezte, hogy a sorozat egyik jellegzetes eleme, hogy a „mindennapi” és a „spirituális” síkok közötti váltáskor, a markánsabb árnyékok, a fakuló színek és az elmosódó fények még a leghétköznapibb teret is képes vészjósló természetfeletti színtérré változtatni. A humoros jelenetek képi világának leegyszerűsítettsége vidám és egyszerű környezetet teremt, melynek költségkímélő megoldása hozzájárul, hogy az akciójelenetek még jobban kitűnjenek. Az Anime Central írójának, Robert Somerville-nek véleménye szerint a szereplők kinézete kielégítő, bár Icsigót megjelenésében a Capcom Rival Schools videójátékának Kagami Kjoszke nevű szereplője „klónjának” nevezte. Somerville véleménye szerint az akciójelenetek koreográfiája azonban a sorozatot majd húsz évvel megelőző Dragon Ball Z szintjét sem éri el. Somerville ironikusnak nevezte, hogy a Bleach képi világa éppen a statikus képeknél hozza a legjobb formáját, mikor „a néző hátradőlve élvezheti a csodálatos rajzokat”.
Harper a sorozat zenéjét „őrültnek” nevezte, a szó pozitív értelmében. Szagiszu Siró aláfestő zenéjét Kimlinger úgy jellemezte, hogy kitűnően illeszkedik a Bleach világához, mely azonban önmagában nem lenne a legkellemesebb hallgatni való. Somerville hasonlóképpen vélekedett a sorozat ismertetőjében, kiemelve hogy a zene, mely jól illik a Bleach „trendi” légköréhez, több emlékezetes dallamot is tartalmaz.
Kimlinger a sorozat angol szinkronjának minőségét változónak jellemezte. Míg Orihime (Stephanie Sheh) és Kon (Quinton Flynn) esetében „kitűnően eltaláltnak”, addig más, mint például az ötödik évadban feltűnő lidérc esetében „túlzónak” nevezte. Véleménye szerint Icsigo angol szinkronhangja (Johnny Yong Bosch) barátságosabb mint az eredeti japán (Morita Maszakadzu), Urahara (Michael Lindsay) pedig túl fiatalnak hangzik, bár Kimlinger ehhez azt is hozzáfűzte, hogy ezek az apróságok semmit nem vonnak le a sorozat sikeréből. Rukia privát és nyilvános hanghordozásának hirtelen, „Jekyll és Hide”-féle változásának tompítását azonban zavarónak nevezte az angol szinkronban (Michelle Ruff). Harper nem sok lényeges minőségbeli különbséget vélt felfedezni a japán és angol szinkronhangok között, bár Kimlingerhez hasonlóan ő is megemlítette, hogy az angol szinkronban szinte teljesen elvész Rukia humoros jeleneteinek a hatása a megegyező beszédstílus miatt. Megjegyzése szerint ennek a problémának egy része a fordítási hibákból ered. Kimlinger véleménye szerint a párbeszédek többsége hűséges a japán eredetihez, a lidércek esetében azonban kissé csapongóak és az angol változatból az eredetihez képest kimaradt néhány szexuális jellegű utalás is.

## DVD-kiadások
Japánban a Bleach második évadának húsz epizódját az Aniplex 2005 februárja és júniusa között jelentette meg DVD-formátumban, összesen öt lemezen. A sorozatot Észak-Amerikában a Viz Media adta ki szintén öt lemezen 2006 novembere és 2007 júliusa között. Az első négy epizódot tartalmazó lemez, melynek borítóján a sorozat főhőse, Kuroszaki Icsigo volt látható, 2007-ben jelöltje volt az American Anime-díjnak a „legjobb DVD csomaglás-arculat” kategóriában. A Viz 2007 októberében, majd másodszor 2008 júniusában kiadta ki az első évad díszdobozos változatát. Magyarországon a Elemental Media 2008 decemberében egyszerre adta ki az egész első évad díszdobozos, és annak első négy epizódját tartalmazó kiadását.
| Kiadvány        | Epizódok | Lemezek | Ország            | Ország             | Ország             | Ország |
| Kiadvány        | Epizódok | Lemezek | Japán             | Észak-Amerika      | Magyarország       |        |
| --------------- | -------- | ------- | ----------------- | ------------------ | ------------------ | ------ |
| Bleach 1.       | 1–4.     | 1       | 2005. február 2.  | 2006. november 28. | 2008. december 15. |        |
| Bleach 2.       | 5–8.     | 1       | 2005. március 2.  | 2007. január 30.   | 2009. július 15.   |        |
| Bleach 3.       | 9–12.    | 1       | 2005. április 13. | 2007. március 27.  | 2009. október 10.  |        |
| Bleach 4.       | 13–16.   | 1       | 2005. május 11.   | 2007. május 29.    | 2010. január 6.    |        |
| Bleach 5.       | 17–20.   | 1       | 2005. június 1.   | 2007. július 31.   | 2010. március 6.   |        |
| Bleach 1. kötet | 1–20.    | 5       | –                 | 2007. október 30.  | 2008. december 15. |        |